# Tüskevár (Kaposvár)
Tüskevár Kaposvár nyugati városrésze, főként családi házakból és ipari területekből áll. Főbb útvonalai a Kanizsai út (610-es út), a Hajnóczy József utca és a Fonyód felé induló Jutai út. A városrész nyugati területén épült fel a 21. század elején az Ezüsthárs lakópark.

## Vasútállomás
A városrész első vasútállomása 1896-ban létesült. Az első vasúti épület 1982-ig állt, majd 1983-ban új megállóépület épült, a régit elbontották. A megálló első neve Kaposvár-Tüskevári Vásártér volt, majd a Kaposvár-Textilművek nevet viselte. 2001 óta Kapostüskevár néven szolgál.
A megállóhelyen vasúti emlékmúzeum működik. A múzeumot, az állomás környezetét és épületét lelkes civilek, a Verebélÿ László Vasúttörténeti Egyesület Közhasznú Szervezet tagjai gondozzák.

## Intézmények
- Jutai úti óvoda
- Tüskevár Családi Napközi
- II. Rákóczi Ferenc Általános Iskola
- Zita Speciális Gyermekotthon
- Borostyánvirág Alapítvány Anyaotthona
- Nyugati temető
- Gyárak, ipari telephelyek

## Szabadidő
A közelben található egy lovasklub és egy sportpálya, illetve nincs messze a Városliget sem.

## Tömegközlekedés
Tüskevárt az alábbi helyi járatú buszok érintik:
| Járatszám | Útvonal |
| --------- | --- |
| 1         | Helyi autóbusz-állomás - Berzsenyi u. - Füredi u. csp. - Hajnóczy u. - Raktár u.                                                                   |
| 13        | Helyi autóbusz-állomás - Berzsenyi u. - Füredi u. csp. - Mátyás király u. - Kecelhegy - Cseri út - Helyi autóbusz-állomás                          |
| 31        | Helyi autóbusz-állomás - Berzsenyi u. felüljáró - Cseri út - Kecelhegy - Mátyás király u. - Füredi u. csp. - Berzsenyi u. - Helyi autóbusz-állomás |

## Képek

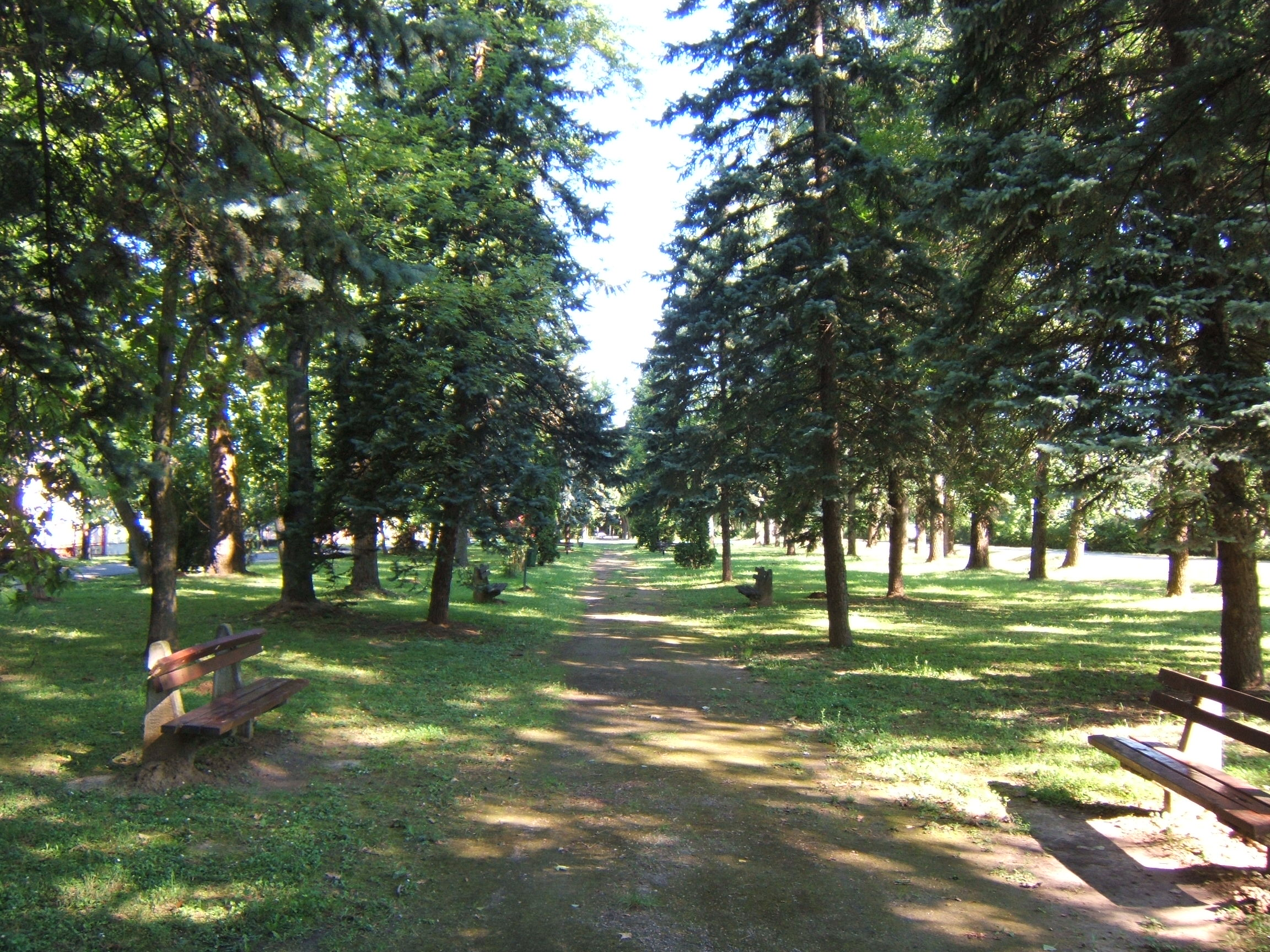
A Jutai úti park
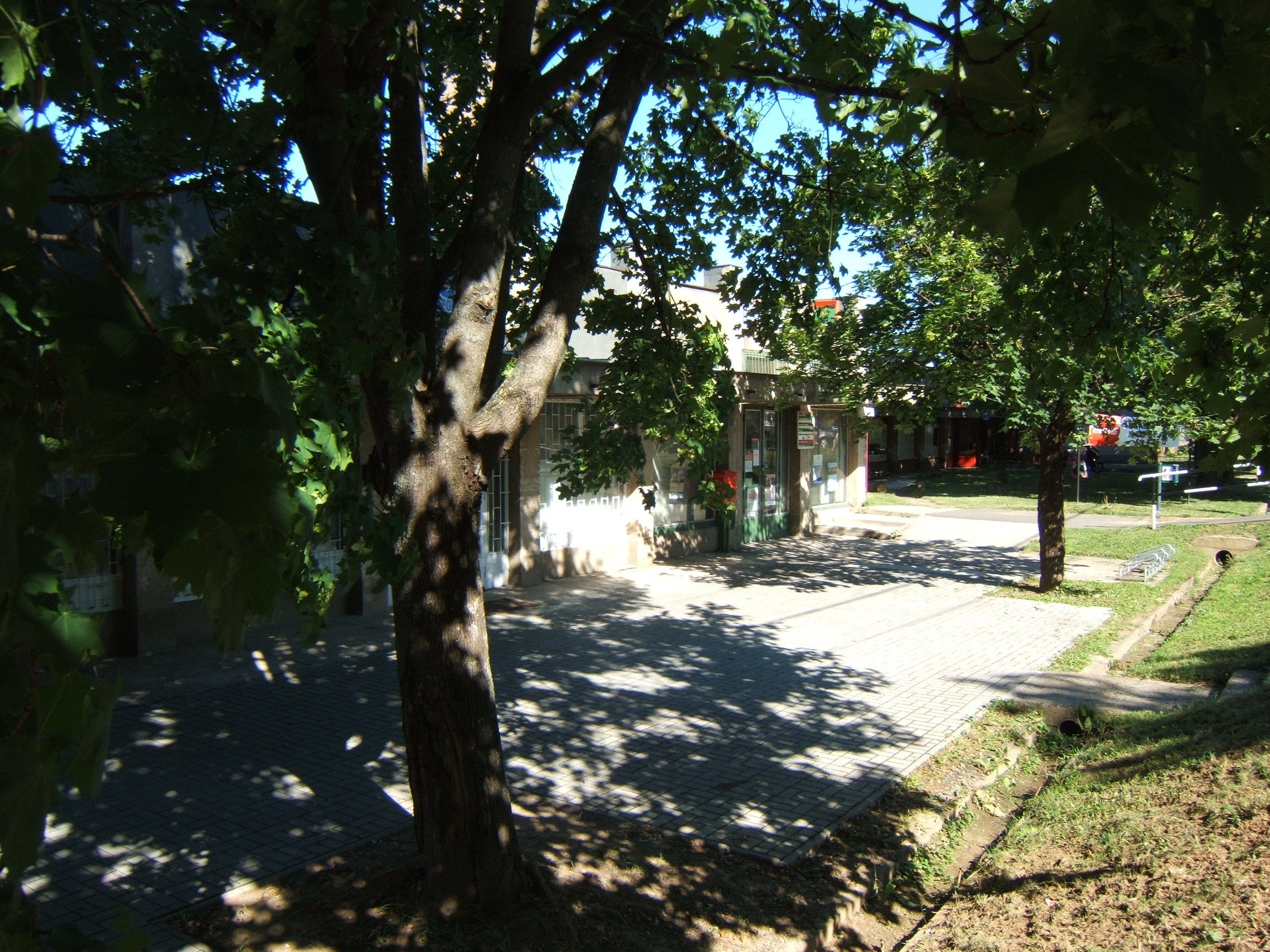
Üzletsor
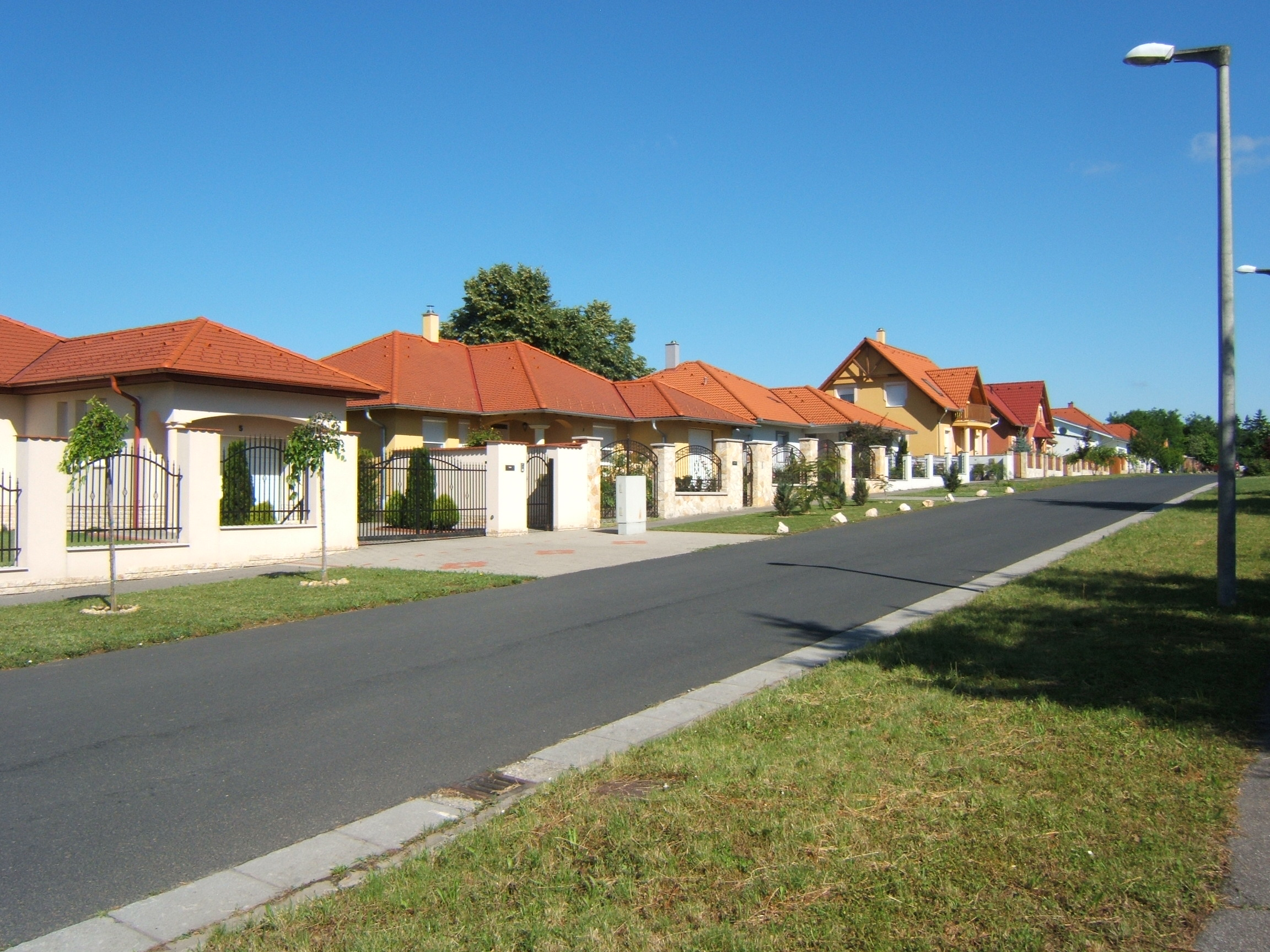
A városrész nyugati szélén felépült egyik új utca
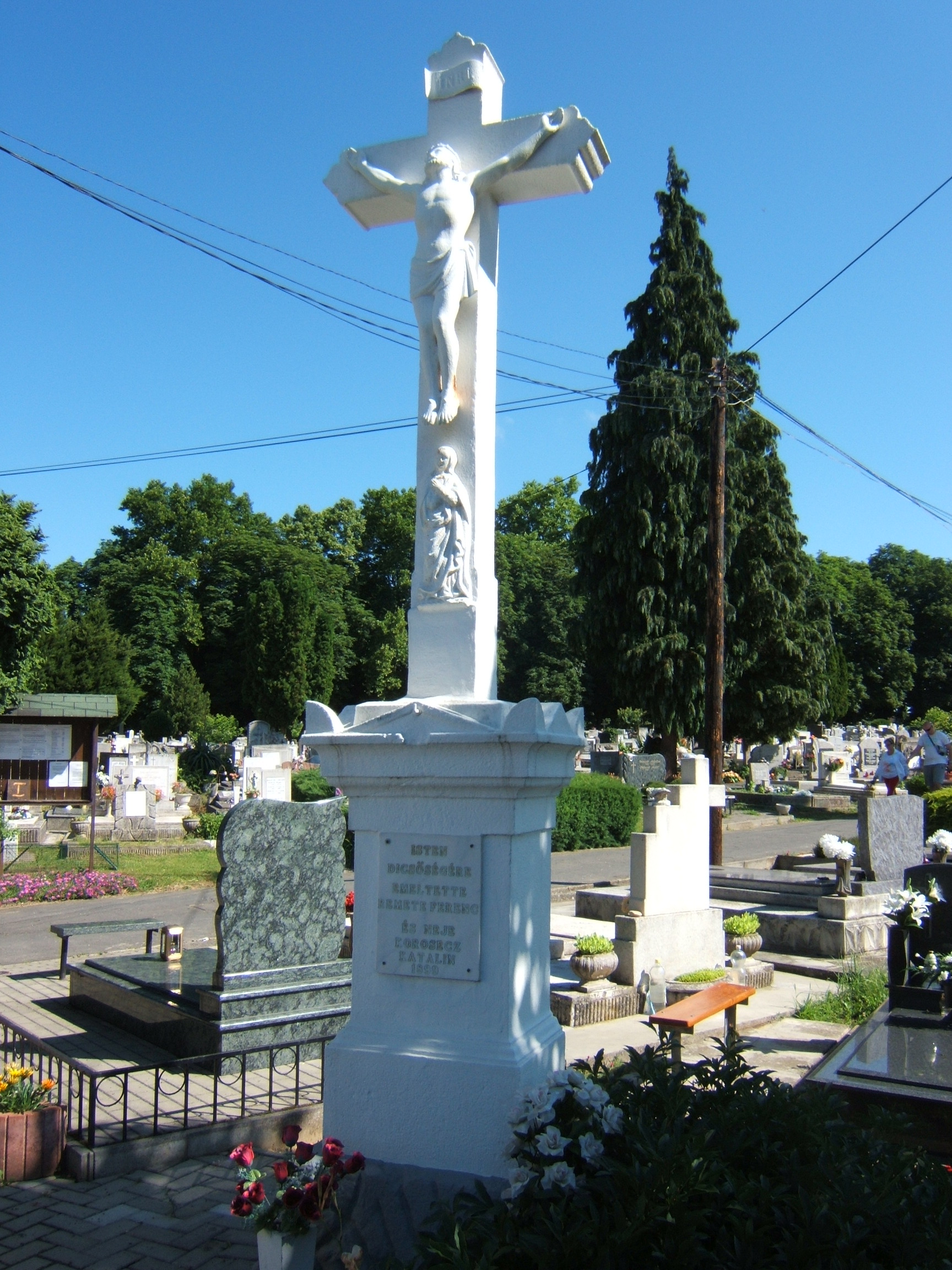
Egy 126 éves kereszt a Nyugati temetőben
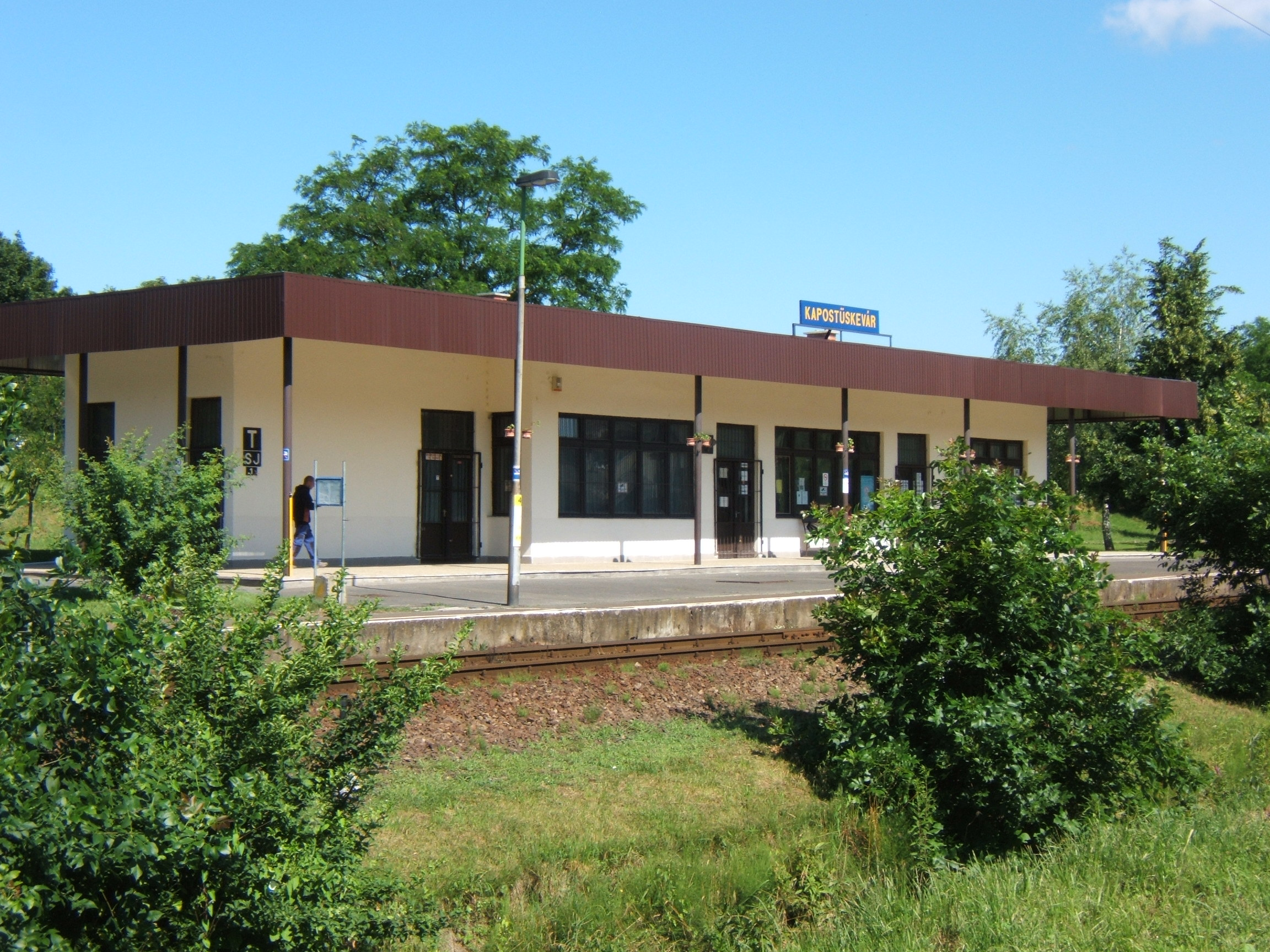
Kapostüskevár vasúti megállóhely